# Anche stasera
Anche stasera è un singolo del rapper italiano Sfera Ebbasta, pubblicato il 17 novembre 2023 come unico estratto dal quarto album in studio X2VR.

## Descrizione
Il brano è stato scritto dallo stesso Sfera Ebbasta con Tropico ed Elodie, la quale ha collaborato anche vocalmente, ed è stato prodotto da Charlie Charles, Takagi & Ketra e Drillionaire.

## Promozione
Il brano è stato presentato in live per la prima volta il 9 dicembre 2023 al Mediolanum Forum a Milano nell'ultima tappa del tour Elodie Show 2023.

## Classifiche

### Classifiche settimanali
| Classifica (2023) | Posizione massima |
| ----------------- | ----------------- |
| Italia            | 3                 |

### Classifiche di fine anno
| Classifica (2024) | Posizione |
| ----------------- | --------- |
| Italia            | 28        |